# ONE FC 8
ONE FC 8: Kings and Champions（ワン・エフシー・エイト：キングス・アンド・チャンピオンズ）は、シンガポールの総合格闘技団体「ONE FC」の大会の一つ。2013年4月5日、カランのシンガポール・インドア・スタジアムで開催された。

## 大会概要
本大会では朴光哲と青木真也によるONE FC世界ライト級タイトルマッチが組まれた。

## 試合結果

### プレリミナリーカード
第1試合 フライ級ワンマッチ 5分3R
○  チェン・ユンタン vs.  ロナルド・ロウ ×
1R 3:50 TKO（スタンドパンチ連打）
第2試合 ライトヘビー級ワンマッチ 5分3R
○  ジェイク・バトラー vs.  スウェイン・キャンゴ ×
1R 2:52 TKO（マウントパンチ）

### メインカード
第3試合 フェザー級ワンマッチ 5分3R
○  バシール・アーマッド vs.  シャノン・ウィラチャイ ×
3R終了 判定3-0
第4試合 ライト級ワンマッチ 5分3R
○  アレックス・シウバ vs.  レネ・カタラン ×
1R 4:34 腕ひしぎ十字固め
第5試合 バンタム級ワンマッチ 5分3R
○  レアンドロ・イッサ vs.  ユサップ・サーデュラエフ ×
3R終了 判定3-0
第6試合 ライト級ワンマッチ 5分3R
○  エディ・アング vs.  アルナウド・ルポン ×
2R 4:45 腕ひしぎ十字固め
第7試合 バンタム級グランプリ 準決勝 5分3R
○  ケビン・ベリンゴン vs.  タン・ブー ×
2R 1:00 TKO（スタンドパンチ連打）
※ベリンゴンがグランプリ決勝進出。
第8試合 バンタム級グランプリ 準決勝 5分3R
○  上田将勝 vs.   ジェンス・パルヴァー ×
2R 3:52 ダースチョーク
※上田がグランプリ決勝進出。
第9試合 ミドル級ワンマッチ 5分3R
○  ブロック・ラーソン vs.  メルヴィン・マヌーフ ×
3R終了 判定3-0
第10試合 ONE FC世界ライト級タイトルマッチ 5分5R
○  青木真也 vs.  朴光哲 ×
2R 2:01 リアネイキドチョーク
※青木が王座獲得に成功。